# Liste der Biografien/Martin, K
Liste der Biografien |
Portal Biografien |
K Personensuche
# |
A |
B |
C |
D |
E |
F |
G |
H |
I |
J |
K |
L |
M |
N |
O |
P |
Q |
R |
S |
T |
U |
V |
W |
X |
Y |
Z |
?
 
Ma |
Mb |
Mc |
Md |
Me |
Mf |
Mg |
Mh |
Mi |
Mj |
Mk |
Ml |
Mm |
Mn |
Mo |
Mp |
Mq |
Mr |
Ms |
Mt |
Mu |
Mv |
Mw |
Mx |
My |
Mz
 
Maa |
Mab |
Mac |
Mad |
Mae |
Maf |
Mag |
Mah |
Mai |
Maj |
Mak |
Mal |
Mam |
Man |
Mao |
Map |
Maq |
Mar |
Mas |
Mat |
Mau |
Mav |
Maw |
Max |
May |
Maz
 
Mara |
Marb |
Marc |
Mard |
Mare |
Marf |
Marg |
Marh |
Mari |
Marj |
Mark |
Marl |
Marm |
Marn |
Maro |
Marp |
Marq |
Marr |
Mars |
Mart |
Maru |
Marv |
Marw |
Marx |
Mary |
Marz
 
Marta |
Marte |
Marth |
Marti |
Martj |
Martl |
Martm |
Martn |
Marto |
Martr |
Marts |
Martt |
Martu |
Martw |
Marty |
Martz
 
Martia |
Martic |
Martie |
Martig |
Martik |
Martil |
Martim |
Martin |
Martir |
Martis |
Martit |
Martiu |
Martiv
 
Martin, A |
Martin, B |
Martin, C |
Martin, D |
Martin, E |
Martin, F |
Martin, G |
Martin, H |
Martin, I |
Martin, J |
Martin, K |
Martin, L |
Martin, M |
Martin, N |
Martin, O |
Martin, P |
Martin, Q |
Martin, R |
Martin, S |
Martin, T |
Martin, U |
Martin, V |
Martin, W |
Martin, Z |
Martina |
Martinb |
Martinc |
Martind |
Martine |
Marting |
Martinh |
Martini |
Martinj |
Martink |
Martino |
Martinp |
Martins |
Martinu |
Martiny |
Martinz
Die Liste der Biografien führt alle Personen auf, die in der deutschsprachigen Wikipedia einen Artikel haben. Dieses ist eine Teilliste mit 27 Einträgen von Personen, deren Namen mit den Buchstaben „Martin, K“ beginnt.

## Martin, K

### Martin, Ka
- Martin, Karl (1851–1942), deutscher Geologe und Paläontologe
- Martin, Karl (1877–1974), deutscher Jurist und Oberlandesgerichtspräsident Kiel
- Martin, Karl (1893–1974), deutscher Politiker (NSDAP), MdR
- Martin, Karl Wilhelm (1846–1885), Schweizer Politiker
- Martin, Karlheinz (1886–1948), deutscher Regisseur und Drehbuchautor
- Martin, Katey (* 1985), neuseeländische Cricketspielerin
- Martin, Katharina (* 1971), deutsche Numismatikerin
- Martin, Katrin (* 1950), deutsche Schauspielerin

### Martin, Ke
- Martin, Kellie (* 1975), US-amerikanische Schauspielerin
- Martin, Kelly (* 1914), US-amerikanischer Jazzmusiker
- Martin, Kelvin (1964–1987), amerikanischer Krimineller
- Martin, Ken (* 1973), US-amerikanischer PolitikerKen Martin (* 1973)

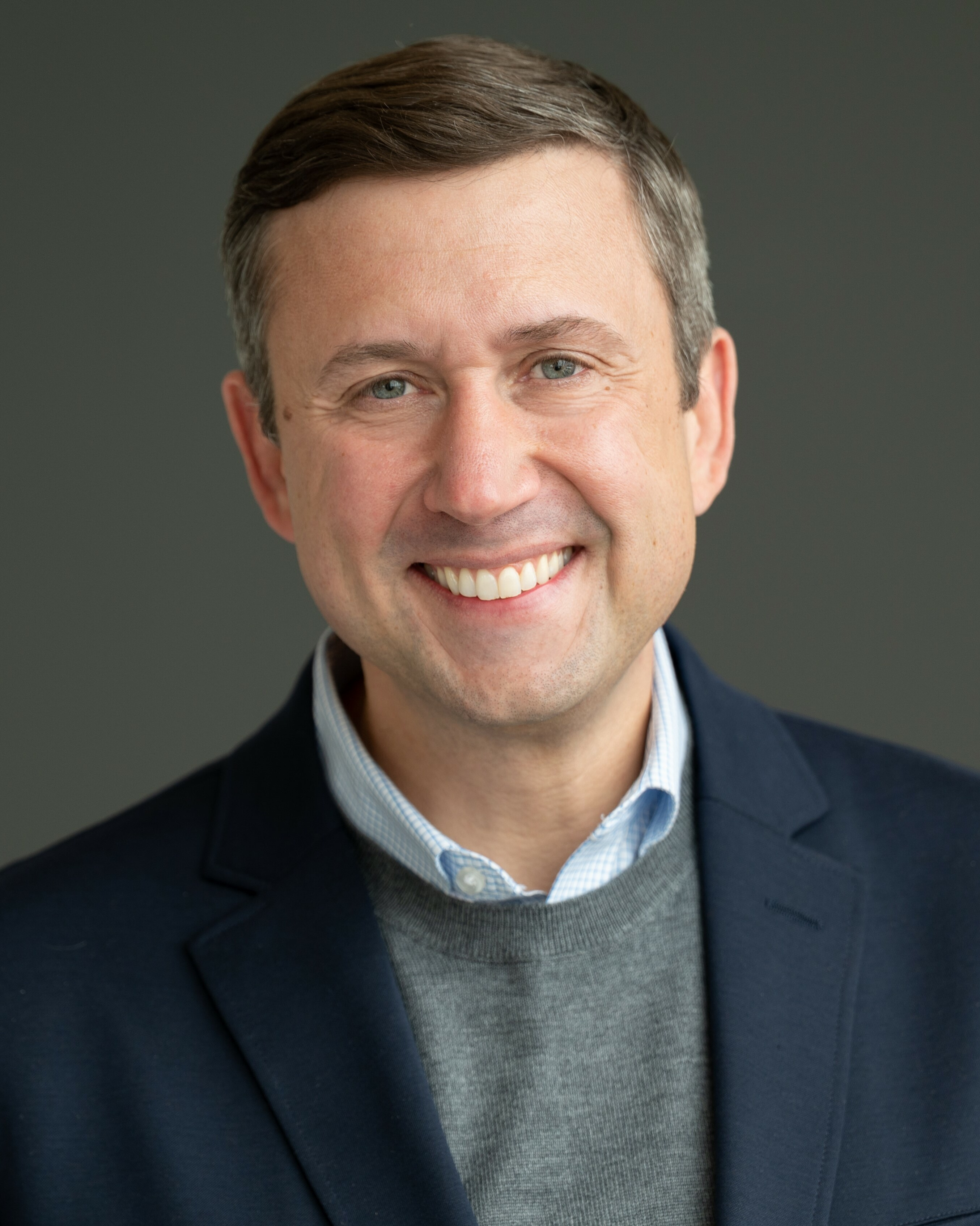
Ken Martin (* 1973)

- Martin, Kenneth (1905–1984), britischer Maler und Bildhauer
- Martin, Kenyon (* 1977), US-amerikanischer Basketballspieler
- Martin, Kevin (* 1966), kanadischer Curler
- Martin, Kevin (* 1969), US-amerikanischer Sänger und Musiker
- Martin, Kevin (* 1983), US-amerikanischer Basketballspieler
- Martin, Kevin (* 1993), kanadischer Pokerspieler und Reality-TV-Teilnehmer

### Martin, Ki
- Martin, Killian (* 1998), schweizerischer Basketballspieler

### Martin, Kn
- Martin, Knox (1923–2022), US-amerikanischer Bildhauer und Maler

### Martin, Ko
- Martin, Konrad (1765–1844), deutscher römisch-katholischer Geistlicher
- Martin, Konrad (1812–1879), deutscher römisch-katholischer Geistlicher, Bischof von Paderborn
- Martin, Konrad (* 1959), deutscher Biologe, Ökologe, Hochschullehrer

### Martin, Kr
- Martin, Kris (* 1972), belgischer Zeichner und Objektkünstler

### Martin, Ku
- Martin, Kurt (1891–1968), deutscher Schriftsteller
- Martin, Kurt (1899–1975), deutscher Kunsthistoriker und Museumsdirektor
- Martin, Kurt (* 1946), deutscher Gewerkschafter, Bundesvorstandsmitglied der Gewerkschaft ver.di